# كولن سنكلير (لاعب كرة قدم)
كولن سنكلير (بالإنجليزية: Colin Sinclair)‏ (1 ديسمبر 1952 بإدنبرة في المملكة المتحدة - ) هو لاعب كرة قدم بريطاني في مركز الهجوم. لعب مع دونفرملين أثلتيك وريث روفرز ونادي هيرفورد ونيوبورت كونتي ولينليثغو روز ‏ ودارلينجتون إف سى.

## وصلات خارجية
- كولن سنكلير على موقع قاعدة بيانات كرة القدم.إي يو (الإنجليزية)